# Дом омладине Панчево
| Дом омладине Панчево |                                  |
| Оснивач:             | Град Панчево                     |
| Основан:             | 1975.                            |
| Седиште:             | Светог Саве 10, · Панчево Србија |
| Веб презентација     | https://domomladinepancevo.rs/   |
| Контакт:             | 013/331‑073                      |

Дом омладине Панчево је споменик културе и непокретно културно добро првенствено посвећен омладини. Основан 1975. године, бави се организацијом едукативних и културно забавних програма за младе Панчева. Располаже са 21 запосленим лицем, са просторним капацитетом за културна и едукативна дешавања од 3000 квадрата и адекватном опремом. Уписан је у регистру Завода 19. маја 2010. под бројем 109, а у централном регистру СК 2024 24. маја 2010.
Остварују сарадњу са школама у панчевачкој општини, удружењима, културним и другим институцијама од јавног значаја, а последњих година и многобројним невладиним организацијама. Припремају програме за младе у разним областима стваралаштва: концерте, филмске пројекције, позоришне представе, ликовне и фото изложбе, трибине и књижевне вечери. Учествују у реализацији Стратегије културног развоја Града Панчева 2012—2016. и Стратегији развоја бриге о младима Града Панчева.

## Историја
Зграда Дома омладине изграђена је 1875. године као Војна болница. Након укидања Војне границе војска је исељена из објеката у центру града и изграђен је комплекс зграда за потребе војске међу којима је била и Војна болница. До краја Првог светског рата ту је била смештена аустријска војна болница. По завршетку рата у згради је формирана пољска војна болница српске војске. Најзначајнији период за историју зграде везује се за време када се у њој налазио Руски санаторијум Црвеног крста Витешког Краља Александра Првог Ујединитеља. 
Руска болница почела је са радом 10. марта 1920. године и радила је све до ослобођења Панчева у Другом светском рату, 6. октобра 1944. године. Уз помоћ представника руске владе у Југославији и америчког Црвеног крста, болница је опремљена најсавременијом опремом и постала је врхунска болница захваљујући стручном кадру који је у њој радио, а био је састављен од руских лекара и болничарки који су избегли у Панчево за време Октобарске револуције. Болницом је руководио доктор Левитски, професор хирургије на Медицинском факултету у Москви. У оквиру руске болнице налазили су се библиотека и капела у којој је служило руско свештенство. Непосредно пре завршетка Другог светског рата већина руских лекара и осталог особља напустила је болницу плашећи се репресије од стране совјетске армије. По ослобођењу Панчева болница је претворена у Болницу лаких рањеника која је укинута крајем јануара 1946. године.
Зграда Дома омладине је једноспратни објекат на углу улица Светог Саве и Змај Јовине. Развијене је основе у облику слова Е. Зграда је зидана опеком са сводном конструкцијом у подруму, док је у приземљу и на спрату са дрвеном међуспратном таваницом. На деловима дворишне фасаде, лево и десно од средишњег, налази се по осам (4+4) прозора. Уз сам средишњи крак, такође са десне стране, налази се наткривено степениште којим се силази у подрум објекта. Унутрашње стране бочних крила имају по један споредни улаз и по четири прозора у приземљу, као и четири (југоисточно крило), односно пет (северозападно крило) прозора на спрату. Степениште је двокрако, централно постављено, и повезује дворишни улаз са приземљем, спратом и поткровним простором. Мања степеништа повезују подрум са двориштем, као и различите нивое у оквиру приземља. Приземље и спрат имају по један дугачак ходник отворен прозорима према дворишту. Према главној фасади у приземљу су постављене канцеларије, исто као и у бочним крилима, осим две сале које се налазе у северозападном крилу. На спрату се такође налазе канцеларије, али и нешто већи број сала (5). Испод главног тракта објекта, тачније испод његове леве половине гледано са улице, налази се подрум. Приступ подрумским просторијама је остварен преко степеништа из дворишта. Кровна конструкција је сложена од дрвених греда. Над главним крилом, као и над бочним, налазе се двосливни кровови покривени бибер црепом. Зграда Дома омладине у Панчеву нема стилских обележја. Изграђена је као типски војни објекат друге половине 19. века, са једноставном и строгом фасадом. Зграда је некада имала и архитектонску пластику. Старе фотографије приказују и ограду око објекта, са ступцима, као и са решетком и капијом од кованог гвожђа.

## Догађаји
Од 1975. године, када је ова институција почела да делује у Панчеву, заживеле су манифестације које су постале традиција Дома омладине:
- Фестивал алтернативних позоришних трупа (Ex-Teatar Fest)[4]
- Зборник поезије и прозе „Рукописи”[5]
- Етно глас
- Школа цртања
- Фридом Арт Фестивал[6]
- Међународни дан младих[7]
- Дан планете Земље[7]
- Најглупљи филм на свету — радионица Милоша Томића[7]